# Лас-Вегас (алгоритм)
Лас-Вегас — вид вероятностного алгоритма.
Идея алгоритма Лас-Вегас состоит в следующем. Если у нас есть некий вероятностный алгоритм {\displaystyle A}, который с определённой вероятностью даёт верный результат, и существует возможность алгоритмически проверить результат алгоритма {\displaystyle A} на корректность (скажем, с помощью алгоритма {\displaystyle K}), то можно выполнять алгоритм {\displaystyle A} до тех пор, пока проверка не установит, что результат верен:
```
Выполнить
 алгоритм 

  

    

      

        
A

      

    

    
{\displaystyle A}

  

 с результатом 

  

    

      

        
r

      

    

    
{\displaystyle r}

  

 
до тех пор, пока
 

  

    

      

        
K

        
(

        
r

        
)

      

    

    
{\displaystyle K(r)}

  

 не будет истиной.
```

Название этому принципу было дано с одной стороны как намек на метод Монте-Карло. С другой стороны это название намекает на «метод выигрыша в казино», которое схоже с процессом работы алгоритма — «если я буду играть ещё и ещё, я когда-нибудь обязательно выиграю».
Следует заметить, что алгоритм Лас-Вегаса гарантирует получение правильного результата. Алгоритм работает за конечное, но не детерминированное время. Можно указать только вероятность Алгоритм результата за заданное время.

## Примеры
Данный псевдокод можно назвать примером алгоритма Лас-Вегас:
```
function
 
lasvegas
()

begin

    
var
 
a
 
:=
 
random
();

    
    
if
(
verify
(
a
)
 
=
 
true
)
 
then

        
return
 
a
;

end

```

Примером алгоритма, относящегося к классу Лас-Вегас, является алгоритм сортировки Bogosort: данные, которые нужно отсортировать, перемешиваются случайным образом, и затем проверяется, оказались ли они расположенными в нужном порядке. В случае неудачи перемешивание многократно повторяется вплоть до достижения желаемого порядка.

## Связь с алгоритмами Монте-Карло
Пусть {\displaystyle {\mathcal {A}}} — алгоритм Лас-Вегаса с ожидаемой временной сложностью {\displaystyle f(n)}, где {\displaystyle n} — длина входа. Если остановить {\displaystyle {\mathcal {A}}} после {\displaystyle \alpha \cdot f(n)} шагов ({\displaystyle 0<\alpha <1}), то мы получим алгоритм Монте-Карло {\displaystyle {\mathcal {B}}} с вероятностью ошибки в {\displaystyle 1/\alpha }. Для доказательства теоремы рассмотрим {\displaystyle x} как вход длины {\displaystyle n} и {\displaystyle T} — случайную переменную, описывающую временную сложность {\displaystyle {\mathcal {A}}}. Тогда математическое ожидание {\displaystyle \mathbb {E} [T]\leqslant f(n)} и согласно неравенству Маркова: {\displaystyle \mathbb {P} r[T\geqslant \alpha \cdot f(n)]\leqslant \mathbb {P} r[T\geqslant \alpha \cdot \mathbb {E} [T]]\leqslant 1/\alpha }.